# 1970 en astronautique
Chronologie de l'astronautique
- 1966
- 1967
- 1968
- 1969
- 1970
- 1971
- 1972
- 1973
- 1974

Cette page présente une chronologie des événements qui se sont produits pendant l'année 1970 dans le domaine de l'astronautique.

## Synthèse de l'année 1970

### Vols habités
- 11 avril 1970 : Lancement d'Apollo 13. C'était la 3e mission prévue sur la lune, mais une explosion d'origine électrique dans le module de commande à l'approche de la lune entraine l'annulation de la descente. Les propulseurs du module lunaire sont utilisés pour ramener l'équipage sain et sauf vers la terre. La mission dure près de 6 jours.

## Activité spatiale détaillée

### Chronologie

#### Janvier
| Date            | Lanceur       | Base de lancement | Type                   | Charge utile     | Notes                               |
| 9 janvier 1970  | Voskhod 11A57 | Baïkonour         | Orbite basse           | Zenit-2M         | Satellite de reconnaissance         |
| 14 janvier 1970 | Titan 23B     | Vandenberg        | Orbite basse           | KH-8             | Satellite de reconnaissance optique |
| 15 janvier 1970 | Delta M       | Cape Canaveral    | Orbite géostationnaire | Intelsat III F-6 | Satellite de télécommunications     |
| 15 janvier 1970 | Cosmos-2      | Baïkonour         | Orbite basse           | DS-P1-Yu No. 25  | Calibration radar                   |
| 16 janvier 1970 | Cosmos-2      | Kapoustine Iar    | Orbite basse           | DS-MO No. 3      | Satellite technologique             |
| 20 janvier 1970 | Cosmos-2      | Baïkonour         | Orbite basse           | DS-U2-MG No. 1   | Astronomie, magnétosphère           |
| 21 janvier 1970 | Voskhod 11A57 | Baïkonour         | Orbite basse           | Zenit-4 No. 70   | Satellite de reconnaissance         |
| 23 janvier 1970 | Delta N6      | Vandenberg        | Orbite polaire         | TIROS-M          | Satellite météorologique            |
| 30 janvier 1970 | Cosmos-2      | Baïkonour         | Orbite basse           | DS-P1-I No. 6    | Calibration radar Échec             |

#### Février
| Date            | Lanceur               | Base de lancement | Type                  | Charge utile      | Notes                                                      |
| 4 février 1970  | Thorad SLV-2G Agena D | Vandenberg        | Orbite polaire        | SERT 2            | Satellite technologique : propulsion ionique expérimentale |
| 6 février 1970  | Proton-K/D            | Baïkonour         | Orbite lunaire        | Luna 16A          | Sonde spatiale : retour d'échantillon du sol lunaire Échec |
| 10 février 1970 | Voskhod 11A57         | Baïkonour         | Orbite basse          | Zenit-4 No. 71    | Satellite de reconnaissance                                |
| 11 février 1970 | Lambda 4S             | Uchinoura         | Orbite basse          | Ōsumi             | Étude de l'ionosphère ; premier satellite japonais         |
| 11 février 1970 | Thor Burner 2         | Vandenberg        | Orbite héliosynchrone | DMSP Block 5A F-1 | Satellite météorologique militaire                         |
| 19 février 1970 | Molnia M              | Baïkonour         | Orbite de Molnia      | Molniya-1         | Satellite de télécommunications                            |
| 27 février 1970 | Cosmos-2              | Baïkonour         | Orbite basse          | DS-P1-Yu No. 32   | Calibration radar                                          |

#### Mars
| Date         | Lanceur               | Base de lancement | Type                   | Charge utile          | Notes                                      |
| 4 mars 1970  | Voskhod 11A57         | Baïkonour         | Orbite basse           | Zenit-2 No. 73        | Satellite de reconnaissance                |
| 4 mars 1970  | Thorad SLV-2H Agena D | Vandenberg        | Orbite basse           | Corona KH-4B-10       | Satellite de renseignement optique         |
| 4 mars 1970  | Thorad SLV-2H Agena D | Vandenberg        | Orbite basse           | P-11 2e génération    | Satellite d'écoute électronique            |
| 10 mars 1970 | Diamant B             | Kourou            | Orbite basse           | DIAL                  | Étude de la haute atmosphère               |
| 13 mars 1970 | Voskhod 11A57         | Baïkonour         | Orbite basse           | Zenit-2 No. 74        | Satellite de reconnaissance                |
| 17 mars 1970 | Vostok 8A92M          | Baïkonour         | Orbite héliosynchrone  | Meteor 11F614M No. 14 | Satellite météorologique                   |
| 18 mars 1970 | Cosmos-2              | Baïkonour         | Orbite basse           | DS-P1-I No. 8         | Calibration radar                          |
| 20 mars 1970 | Delta M               | Cape Canaveral    | Orbite géostationnaire | NATO IIA              | Satellite de télécommunications militaires |
| 27 mars 1970 | Voskhod 11A57         | Baïkonour         | Orbite basse           | Zenit-4MK             | Satellite de reconnaissance                |

#### Avril
| Date          | Lanceur               | Base de lancement      | Type                   | Charge utile          | Notes                                                               |
| 3 avril 1970  | Voskhod 11A57         | Baïkonour              | Orbite basse           | Zenit-2M              | Satellite de reconnaissance                                         |
| 7 avril 1970  | Cosmos-3M             | Baïkonour              | Orbite basse           | Tselina-OM            | Satellite d'écoute électronique                                     |
| 8 avril 1970  | Thorad SLV-2G Agena D | Vandenberg             | Orbite héliosynchrone  | Nimbus 4              | Satellite météorologique                                            |
| 8 avril 1970  | Voskhod 11A57         | Baïkonour              | Orbite basse           | Zenit-4 No. 66        | Satellite de reconnaissance                                         |
| 8 avril 1970  | Titan IIIC            | Cape Canaveral         | Orbite haute           | Vela x 2              | Satellites d'alerte avancée                                         |
| 11 avril 1970 | Cosmos-3M             | Baïkonour              | Orbite basse           | Tsiklon               | Satellite de navigation                                             |
| 11 avril 1970 | Saturn V              | Centre spatial Kennedy | Orbite lunaire         | Apollo 13             | Mission habitée autour de la Lune mais descente sur la lune annulée |
| 15 avril 1970 | Voskhod 11A57         | Baïkonour              | Orbite basse           | Zenit-4M              | Satellite de reconnaissance                                         |
| 15 avril 1970 | Titan 23B             | Vandenberg             | Orbite basse           | KH-8                  | Satellite de reconnaissance optique                                 |
| 23 avril 1970 | Delta M               | Cape Canaveral         | Orbite géostationnaire | Intelsat III F-7      | Satellite de télécommunications                                     |
| 23 avril 1970 | Cosmos-2              | Baïkonour              | Orbite basse           | DS-P1-Yu No. 31       | Calibration radar                                                   |
| 24 avril 1970 | Longue Marche 1       | Jiuquan                | Orbite basse           | Dong Fang Hong I      | Premier satellite artificiel chinois                                |
| 24 avril 1970 | Cosmos-2              | Kapoustine Iar         | Orbite basse           | DS-U1-R No. 1         | Étude de l'atmosphère                                               |
| 25 avril 1970 | Cosmos-3M             | Baïkonour              | Orbite basse           | Strela-1M x 8         | Satellites de télécommunications                                    |
| 28 avril 1970 | Vostok 8A92M          | Baïkonour              | Orbite héliosynchrone  | Meteor 11F614M No. 13 | Satellite météorologique                                            |

#### Mai
| Date        | Lanceur               | Base de lancement | Type         | Charge utile       | Notes                              |
| 12 mai 1970 | Voskhod 11A57         | Baïkonour         | Orbite basse | Zenit-2 No. 81     | Satellite de reconnaissance        |
| 20 mai 1970 | Voskhod 11A57         | Baïkonour         | Orbite basse | Zenit-4 No. 77     | Satellite de reconnaissance        |
| 20 mai 1970 | Thorad SLV-2H Agena D | Vandenberg        | Orbite basse | Corona KH-4B-11    | Satellite de renseignement optique |
| 20 mai 1970 | Thorad SLV-2H Agena D | Vandenberg        | Orbite basse | P-11 2e génération | Satellite d'écoute électronique    |
| 22 mai 1970 | Cosmos-2              | Baïkonour         | Orbite basse | DS-P1-Yu No. 36    | Calibration radar Échec            |

#### Juin
| Date          | Lanceur              | Base de lancement          | Type                   | Charge utile    | Notes                                                      |
| 1er juin 1970 | Soyouz 11A511        | Baïkonour                  | Orbite basse           | Soyouz 9        | Mission habitée                                            |
| 10 juin 1970  | Voskhod 11A57        | Baïkonour                  | Orbite basse           | Zenit-4 No. 72  | Satellite de reconnaissance                                |
| 12 juin 1970  | Europa I             | Centre d'essais de Woomera | Orbite basse           |                 | Troisième et dernier vol de test du lanceur Europa I Échec |
| 12 juin 1970  | Cosmos-2             | Kapoustine Iar             | Orbite basse           | DS-P1-Yu No. 35 | Calibration radar                                          |
| 13 juin 1970  | Cosmos-2             | Baïkonour                  | Orbite basse           | DS-U2-GK No. 2  | Astronomie, magnétosphère                                  |
| 17 juin 1970  | Voskhod 11A57        | Baïkonour                  | Orbite basse           | Zenit-4 No. 73  | Satellite de reconnaissance                                |
| 19 juin 1970  | Atlas SLV-3A Agena D | Cape Canaveral             | Orbite géostationnaire | Aquacade        | Satellite d'écoute électronique                            |
| 23 juin 1970  | Vostok 8A92M         | Baïkonour                  | Orbite héliosynchrone  | Meteor-M No. 17 | Satellite météorologique                                   |
| 25 juin 1970  | Titan 23B            | Vandenberg                 | Orbite basse           | KH-8            | Satellite de reconnaissance optique                        |
| 26 juin 1970  | Molnia M             | Baïkonour                  | Orbite de Molnia       | Molniya-1       | Satellite de télécommunications                            |
| 26 juin 1970  | Voskhod 11A57        | Baïkonour                  | Orbite basse           | Zenit-2M        | Satellite de reconnaissance                                |
| 27 juin 1970  | Cosmos-2             | Baïkonour                  | Orbite basse           | DS-P1-Yu No. 38 | Calibration radar                                          |
| 27 juin 1970  | Cosmos-3M            | Baïkonour                  | Orbite basse           | Strela-2M       | Satellite de télécommunications Échec                      |

#### Juillet
| Date            | Lanceur               | Base de lancement | Type                   | Charge utile     | Notes                              |
| 7 juillet 1970  | Voskhod 11A57         | Baïkonour         | Orbite basse           | Zenit-4 No. 74   | Satellite de reconnaissance        |
| 9 juillet 1970  | Voskhod 11A57         | Baïkonour         | Orbite basse           | Zenit-2M         | Satellite de reconnaissance        |
| 21 juillet 1970 | Voskhod 11A57         | Baïkonour         | Orbite basse           | Zenit-4 No. 75   | Satellite de reconnaissance Échec  |
| 23 juillet 1970 | Thorad SLV-2H Agena D | Vandenberg        | Orbite basse           | Corona KH-4B-12  | Satellite de renseignement optique |
| 23 juillet 1970 | Delta M               | Cape Canaveral    | Orbite géostationnaire | Intelsat III F-8 | Satellite de télécommunications    |
| 28 juillet 1970 | Tsiklon               | Baïkonour         | Orbite basse           | OGCh             | Test bombe atomique orbitale       |

#### Août
| Date         | Lanceur               | Base de lancement | Type                   | Charge utile    | Notes                                     |
| 7 août 1970  | Cosmos-2              | Kapoustine Iar    | Orbite basse           | DS-U2-IK No. 1  | Astronomie, magnétosphère                 |
| 7 août 1970  | Voskhod 11A57         | Baïkonour         | Orbite basse           | Zenit-4 No. 76  | Satellite de reconnaissance               |
| 10 août 1970 | Cosmos-2              | Baïkonour         | Orbite polaire         | DS-U2-MG No. 2  | Astronomie, magnétosphère                 |
| 17 août 1970 | Molnia M              | Baïkonour         | Orbite héliocentrique  | Venera 7        | Atterrisseur venusien                     |
| 18 août 1970 | Titan 23B             | Vandenberg        | Orbite basse           | KH-8            | Satellite de reconnaissance optique       |
| 19 août 1970 | Delta M               | Cape Canaveral    | Orbite géostationnaire | Skynet IB       | Satellite de télécommunications militaire |
| 19 août 1970 | Cosmos-2              | Baïkonour         | Orbite basse           | DS-P1-Yu No. 40 | Calibration radar                         |
| 20 août 1970 | Cosmos-3M             | Baïkonour         | Orbite basse           | DS-P1-M Lira    | Cible système anti-satellite              |
| 22 août 1970 | Molnia M              | Baïkonour         | Orbite héliocentrique  | Venera 8A       | Atterrisseur venusien Échec               |
| 26 août 1970 | Thorad SLV-2G Agena D | Vandenberg        | Orbite basse           | Heavy Ferret D  | Satellite d'écoute électronique           |
| 27 août 1970 | Scout A               | Vandenberg        | Orbite basse           | Transit-O       | Satellite de navigation                   |
| 29 août 1970 | Voskhod 11A57         | Baïkonour         | Orbite basse           | Zenit-4M        | Satellite de reconnaissance               |

#### Septembre
| Date               | Lanceur              | Base de lancement          | Type                  | Charge utile      | Notes                                                                      |
| 1er septembre 1970 | Atlas SLV-3A Agena D | Cape Canaveral             | Orbite moyenne        | Canyon 3          | Écoute électronique                                                        |
| 2 septembre 1970   | Black Arrow          | Centre d'essais de Woomera | Orbite basse          | Orba              | Mesure de la densité de la haute atmosphère Échec                          |
| 3 septembre 1970   | Thor Burner 2        | Vandenberg                 | Orbite héliosynchrone | DMSP Block 5A F-2 | Satellite météorologique militaire                                         |
| 8 septembre 1970   | Voskhod 11A57        | Baïkonour                  | Orbite basse          | Zenit-4M          | Satellite de reconnaissance                                                |
| 12 septembre 1970  | Proton-K/D           | Baïkonour                  | Orbite lunaire        | Luna 16           | Mission de retour d'échantillon lunaire                                    |
| 16 septembre 1970  | Cosmos-2             | Baïkonour                  | Orbite basse          | DS-P1-I No. 9     | Calibration radar                                                          |
| 17 septembre 1970  | Voskhod 11A57        | Baïkonour                  | Orbite basse          | Zenit-2M          | Satellite de reconnaissance                                                |
| 22 septembre 1970  | Voskhod 11A57        | Baïkonour                  | Orbite basse          | Zenit-4MK         | Satellite de reconnaissance                                                |
| 25 septembre 1970  | Mu-4S                | Uchinoura                  | Orbite basse          | MS-F1             | Première tentative de lancement d'un satellite scientifique japonais Échec |
| 25 septembre 1970  | TsiklonM             | Baïkonour                  | Orbite basse          | OGCh              | Test bombe atomique orbitale                                               |
| 29 septembre 1970  | Molnia M             | Baïkonour                  | Orbite de Molnia      | Molniya-1         | Satellite de télécommunications                                            |

#### Octobre
| Date             | Lanceur       | Base de lancement | Type                  | Charge utile    | Notes                               |
| 1er octobre 1970 | Voskhod 11A57 | Baïkonour         | Orbite basse          | Zenit-2M        | Satellite de reconnaissance         |
| 3 octobre 1970   | Tsiklon-2     | Baïkonour         | Orbite basse          | US-A            | Satellite de reconnaissance radar   |
| 8 octobre 1970   | Voskhod 11A57 | Baïkonour         | Orbite basse          | Zenit-2M (Bion) | Satellite de reconnaissance         |
| 8 octobre 1970   | Cosmos-2      | Baïkonour         | Orbite basse          | DS-P1-Yu No. 42 | Calibration radar                   |
| 9 octobre 1970   | Voskhod 11A57 | Baïkonour         | Orbite basse          | Zenit-4M        | Satellite de reconnaissance         |
| 12 octobre 1970  | Cosmos-3M     | Baïkonour         | Orbite basse          | Tsiklon         | Satellite de navigation             |
| 14 octobre 1970  | Cosmos-2      | Kapoustine Iar    | Orbite basse          | DS-U3-IK No. 2  | Satellite scientifique Intercosmos  |
| 15 octobre 1970  | Vostok 8A92M  | Baïkonour         | Orbite héliosynchrone | Meteor-M No. 16 | Satellite météorologique            |
| 16 octobre 1970  | Cosmos-3M     | Baïkonour         | Orbite basse          | Strela-2M       | Satellite de télécommunications     |
| 20 octobre 1970  | Tsiklon-2     | Baïkonour         | Orbite basse          | I2M             | Cible pour satellite anti satellite |
| 20 octobre 1970  | Proton-K/D    | Baïkonour         | Orbite lunaire        | Zond 8          | Survol de la Lune                   |
| 23 octobre 1970  | Tsiklon-2     | Baïkonour         | Orbite basse          | I2P             | Satellite anti satellite            |
| 23 octobre 1970  | Titan 23B     | Vandenberg        | Orbite basse          | KH-8            | Satellite de reconnaissance optique |
| 30 octobre 1970  | Tsiklon-2     | Baïkonour         | Orbite basse          | I2P-            | Satellite anti satellite            |
| 30 octobre 1970  | Voskhod 11A57 | Baïkonour         | Orbite basse          | Zenit-4M        | Satellite de reconnaissance         |

#### Novembre
| Date             | Lanceur               | Base de lancement | Type                   | Charge utile                        | Notes                                  |
| 6 novembre 1970  | Titan IIIC            | Cape Canaveral    | Orbite géostationnaire | DSP 1                               | Satellite d'alerte avancée             |
| 9 novembre 1970  | Scout B               | Wallops Island    | Orbite basse           | OFO 1                               | Expériences biologiques                |
| 10 novembre 1970 | Proton-K/D            | Baïkonour         | Orbite lunaire         | Luna 17                             | Premier rover lunaire Lunokhod 1       |
| 11 novembre 1970 | Voskhod 11A57         | Baïkonour         | Orbite basse           | Zenit-2M                            | Satellite de reconnaissance            |
| 17 novembre 1970 | Cosmos-3M             | Baïkonour         | Orbite basse           | DS-U2-IP No. 1                      | Astronomie, magnétosphère              |
| 18 novembre 1970 | Thorad SLV-2H Agena D | Vandenberg        | Orbite basse           | Corona KH-4B-12                     | Satellite de renseignement optique     |
| 18 novembre 1970 | Thorad SLV-2H Agena D | Vandenberg        | Orbite basse           | P-11 2e génération                  | Satellite d'écoute électronique        |
| 24 novembre 1970 | Soyouz 11A511L        | Baïkonour         | Orbite basse           | LK                                  | Test du module lunaire soviétique      |
| 24 novembre 1970 | Cosmos-2              | Baïkonour         | Orbite basse           | DS-P1-Yu No. 26                     | Calibration radar                      |
| 27 novembre 1970 | Molnia M              | Baïkonour         | Orbite de Molnia       | Molniya-1                           | Satellite de télécommunications        |
| 30 novembre 1970 | Atlas SLV-3C Centaur  | Cape Canaveral    | Orbite basse           | Orbiting Astronomical Observatory B | Observatoire spatial ultraviolet Échec |

#### Décembre
| Date             | Lanceur       | Base de lancement | Type                  | Charge utile            | Notes                                              |
| 2 décembre 1970  | Cosmos-3M     | Baïkonour         | Orbite basse          | Ionosfernaïa Stantsiïa  | Étude de l'ionosphère                              |
| 2 décembre 1970  | Proton-K/D    | Baïkonour         | Orbite basse          | Zond                    | Test de la capsule Zond et de l'étage Bloc D       |
| 3 décembre 1970  | Voskhod 11A57 | Baïkonour         | Orbite basse          | Zenit-4MK               | Satellite de reconnaissance                        |
| 10 décembre 1970 | Voskhod 11A57 | Baïkonour         | Orbite basse          | Zenit-2M                | Satellite de reconnaissance                        |
| 11 décembre 1970 | Delta N6      | Vandenberg        | Orbite héliosynchrone | NOAA 1                  | Satellite météorologique                           |
| 12 décembre 1970 | Scout B       | San Marco         | Orbite basse          | Uhuru                   | Premier observatoire astronomique du rayonnement X |
| 12 décembre 1970 | Cosmos-3M     | Baïkonour         | Orbite basse          | Tsiklon                 | Satellite de navigation                            |
| 12 décembre 1970 | Diamant B     | Kourou            | Orbite polaire        | PEOLE                   | Satellite de télécommunications expérimental       |
| 15 décembre 1970 | Voskhod 11A57 | Baïkonour         | Orbite basse          | Zenit-4M                | Satellite de reconnaissance                        |
| 16 décembre 1970 | Cosmos-3M     | Baïkonour         | Orbite basse          | Tselina-OM              | Satellite d'écoute électronique                    |
| 18 décembre 1970 | Cosmos-2      | Baïkonour         | Orbite basse          | DS-P1-Yu No. 43         | Calibration radar                                  |
| 18 décembre 1970 | Vostok 8A92M  | Baïkonour         | Orbite basse          | Tselina-D No. Yu2250-01 | Satellite d'écoute électronique                    |
| 22 décembre 1970 | Cosmos-3M     | Baïkonour         | Orbite basse          | DS-P1-M Lira            | Cible système anti-satellite Échec                 |
| 25 décembre 1970 | Molnia M      | Baïkonour         | Orbite de Molnia      | Molniya-1               | Satellite de télécommunications                    |

## Vol orbitaux

### Par pays
| Pays             | Lancements | dont échecs partiels/totaux | Remarques |
| ---------------- | ---------- | --------------------------- | --------- |
| Chine            | 1          |                             |           |
| Europe           | 1          | 1                           |           |
| France           | 2          |                             |           |
| Japon            | 2          | 1                           |           |
| Union soviétique | 87         | 7                           |           |
| États-Unis       | 30         | 1                           |           |
| Total            | 124        | 11                          |           |

### Par lanceur
| Famille de lanceurs  | Pays             | Lancements | dont échecs partiels ou totaux | Remarques                       |
| -------------------- | ---------------- | ---------- | ------------------------------ | ------------------------------- |
| Atlas Agena          | États-Unis       | 2          |                                |                                 |
| Atlas Centaur        | États-Unis       | 1          | 1                              |                                 |
| Black Arrow          |                  | 1          | 1                              |                                 |
| Cosmos -/M/2         | Union soviétique | 20         | 2                              |                                 |
| Cosmos 1/3/3M        | Union soviétique | 12         | 2                              |                                 |
| Delta                | États-Unis       | 7          |                                |                                 |
| Diamant              | France           | 2          |                                |                                 |
| Europa               | Europe           | 1          | 1                              |                                 |
| Lambda               | Japon            | 1          |                                |                                 |
| Longue Marche 1      | Chine            | 1          |                                |                                 |
| Molnia               | Union soviétique | 7          | 1                              |                                 |
| Mu                   | Japon            | 1          | 1                              |                                 |
| Proton               | Union soviétique | 5          | 1                              |                                 |
| Saturn V             | États-Unis       | 1          | 1                              | Echec partiel non dû au lanceur |
| Scout                | États-Unis       | 3          |                                |                                 |
| Soyouz               | Union soviétique | 2          |                                |                                 |
| Thor                 | États-Unis       | 16         |                                |                                 |
| Titan C,D,E          | États-Unis       | 2          |                                |                                 |
| Titan II, IIIA, IIIB | États-Unis       | 5          |                                |                                 |
| Tsiklon              | Union soviétique | 2          |                                |                                 |
| Tsiklon-2            | Union soviétique | 4          |                                |                                 |
| Voskhod              | Union soviétique | 30         | 1                              |                                 |
| Vostok               | Union soviétique | 5          |                                |                                 |
| Total                |                  | 124        | 11                             |                                 |

### Par type d'orbite
| Orbite                 | Lancements | Succès | Échecs | Orbite atteinte involontairement | Remarques                                                                             |
| ---------------------- | ---------- | ------ | ------ | -------------------------------- | ------------------------------------------------------------------------------------- |
| Basse                  |            |        |        |                                  |                                                                                       |
| Moyenne                |            |        |        |                                  |                                                                                       |
| Haute                  |            |        |        |                                  | dont Molnia, orbite de transfert vers la Lune, orbite elliptique à forte excentricité |
| Géosynchrone/transfert |            |        |        |                                  |                                                                                       |
| Héliocentrique         |            |        |        |                                  | dont orbite de transfert interplanétaire                                              |

### Par site de lancement
| Pays             | Base de lancement      | Nombre de lancements | Remarques |
| ---------------- | ---------------------- | -------------------- | --------- |
| Chine            | Jiuquan                | 1                    |           |
| France           | Kourou                 | 2                    |           |
| États-Unis       | San Marco              | 1                    |           |
| Japon            | Uchinoura              | 2                    |           |
| Union soviétique | Baïkonour              | 82                   |           |
| Union soviétique | Kapoustine Iar         | 5                    |           |
| États-Unis       | Cape Canaveral         | 10                   |           |
| États-Unis       | Vandenberg             | 17                   |           |
| États-Unis       | Centre spatial Kennedy | 1                    |           |
| États-Unis       | Wallops Island         | 1                    |           |
|                  | Total                  | 124                  |           |

## Survols et contacts planétaires
| Date | Sonde spatiale | Événement | Remarque |
| ---- | -------------- | --------- | -------- |
|      |                |           |          |

### Sources
- (en) Jonathan McDowell, « Jonathan's Space Report », Jonathan's Space Page
- (en) Gunter Krebs, « Chronology of Space Launches », Gunter's Space Page